# Montigny-sur-Vence
Montigny-sur-Vence je francouzská obec v departementu Ardensko v regionu Grand Est. V roce 2014 zde žilo 223 obyvatel.

## Poloha obce
Sousední obce jsou: Hagnicourt, Mazerny, Poix-Terron, Raillicourt, Touligny a Villers-le-Tourneur.

## Vývoj počtu obyvatel
Počet obyvatel